# Kirgizistan
Kirgizistan (kirgiziska: Кыргызстан, Kyrgyzstan; ryska: Киргизия, Kirgizija och Кыргызстан, Kyrgyzstan), officiellt Republiken Kirgizistan, är ett land i Centralasien. Det kustlösa och bergiga landet gränsar till Kazakstan, Kina, Tadzjikistan och Uzbekistan. Huvudstad är Bisjkek. 
Området införlivades med Kejsardömet Ryssland 1867 och kom sedan att vara en delrepublik i Sovjetunionen fram till självständigheten 1991. Under 1990-talet var landet relativt demokratiskt och stabilt, men tilltagande korruption ledde till den oblodiga Tulpanrevolutionen 2005. Sedan dess har den demokratiska situationen i landet försämrats och oppositionen förtryckts. Sedan den världsomspännande finanskrisen 2008 har mycket av de pengar som skickades hem av kirgiser som arbetat i Ryssland sinat och fattigdomen brett ut sig.

## Historia

### Medeltiden
Kirgizerna, ett traditionellt nomadiskt turkfolk som antas vara av blandat kiptjakiskt och mongoliskt ursprung, är kända åtminstone sedan det att de på 800-talet e.Kr. erövrade det uiguriska riket i nuvarande Mongoliet. De torde då ha levt vid Jenisej från 500-talet till 700-talet. Genom slaget vid Talas 751 hindrade lokalbefolkning och missionerande araber kinesisk expansion västerut. Under 900-talet slog kirgizerna sig ner i vad som idag är Tuva i södra ryska Sibirien och förblev där fram till mongolernas expansion på 1200-talet, då de migrerade söderut. Under 1100-talet kom islam att bli den dominerande religionen i regionen, och de flesta kirgizer är idag sunnimuslimer av den hanafitiska rättsskolan.

### Tidigmoderna tiden
Under 1400- och 1500-talen slog sig kirgizerna ner i det som idag är Kirgizistan och enades då tillfälligt i ett rike. Sedermera styrdes de av flera folk, däribland mongoler och kazaker, fram till 1685, då de kom under kalmuckerna. Den södra delen av Kirgizistan kom i början av 1800-talet under khanen av Kokand, men denne blev senare underställd det ryska imperiet. På 1860-talet blev en stor del av det som nu är Kirgizistan ryskt och införlivades i ett turkestanskt guvernement 1867. År 1876 annekterades formellt hela Kokandkhanatet. Det ryska övertagande förde med sig otaliga uppror mot tsarens auktoritet och många kirgizer valde att flytta till Pamirbergen i Afghanistan. Beslutet att införa rysk värnplikt i samband med första världskriget utlöste ett uppror 1916; detta slogs ner, vilket fick fler än 150 000 kirgizer att fly till Kina, i den huvudstupa flykten (ürkün).

### 1917-1991
Kirgizerna gjorde uppror mot ryssarna i samband med ryska revolutionen 1917 och gjorde motstånd fram till 1921, även om sovjetiskt styre etablerades i regionen redan 1918 och området kom under Turkestanska ASSR. Mellan 1921 och 1922 dog mer än en halv miljon civila i svält. År 1924 etablerades det karakirgisiska autonoma området inom Ryska SFSR (begreppet karakirgiser användes om kirgizerna fram till mitten av 1920-talet för att skilja dem från kazakerna, som kallades kirgiser). År 1926 ombildades området till Kirgiziska ASSR (autonoma socialistiska sovjetrepubliken), fortfarande inom Ryska SFSR. Den 5 december 1936 ombildades området till en egen sovjetrepublik, Kirgiziska SSR (alternativt Kirgisien). Sovjettiden innebar stora sociala reformer för den i stort nomadiska befolkningen, men Kirgizistan förblev dock ett av Sovjetunionens minst utvecklade områden.

### 1991-

#### President Akajev

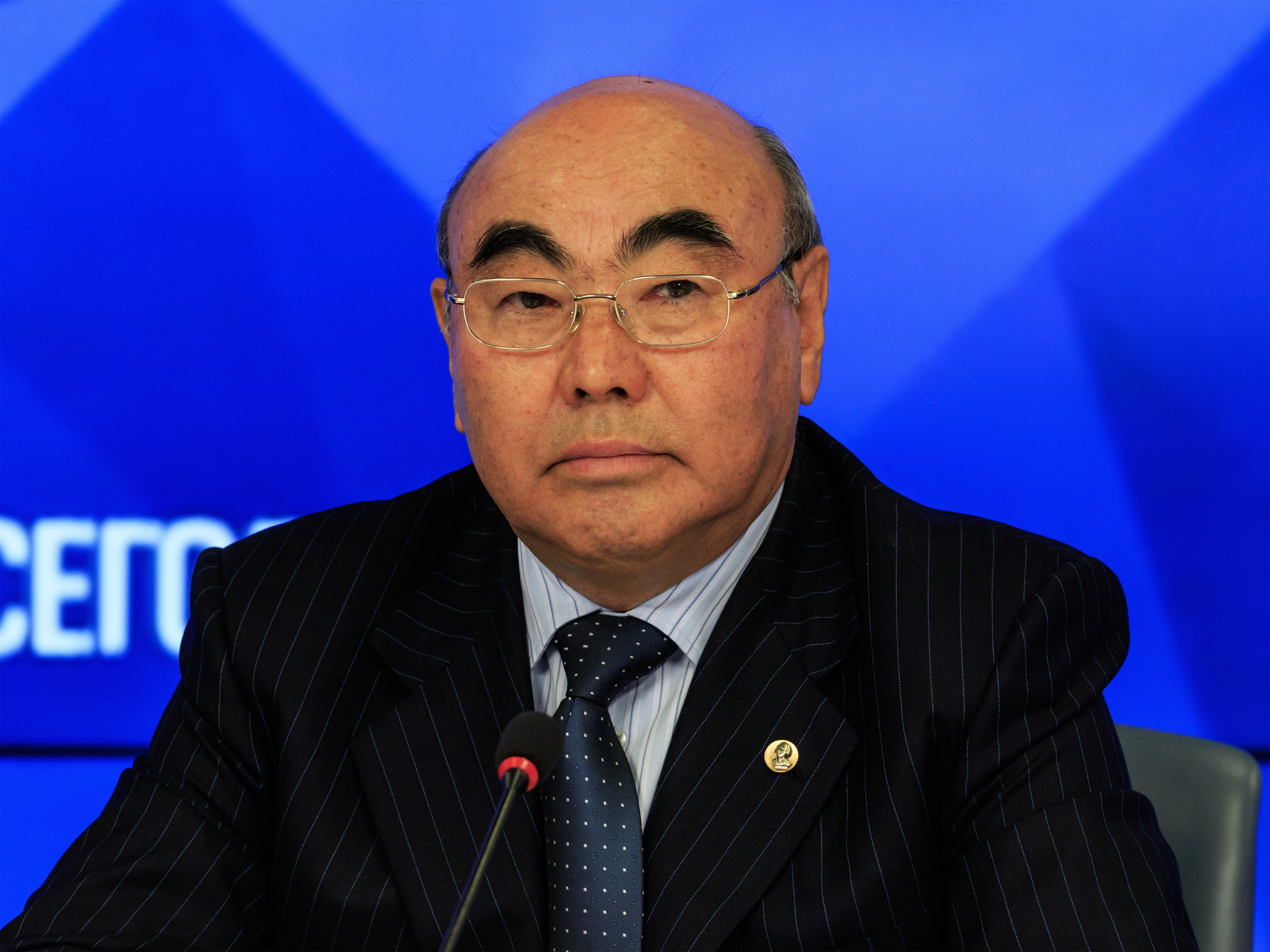
Askar Akajev

Frånvaron av större etniska minoriteter annat än inflyttade ryssar bidrog till att Kirgizistan vid Sovjetunionens fall i början av 1990-talet inte upplevde de etniska konflikter som präglade vissa andra sovjetrepubliker. Den 19 augusti 1991 gjordes ett kuppförsök mot president Askar Akajev. Efter att kuppförsöket misslyckats utträdde Akajev och vicepresidenten German Kusnetsov ur kommunistpartiet veckan därpå, varpå politbyrån och sekretariatet drog sig tillbaka. Detta följdes av en omröstning i den högsta sovjeten i republiken som förklarade republiken oavhängig Sovjetunionen den 31 augusti 1991. Kirgiziska utsågs som det enda officiella språket i september samma år (genom ett tillägg i grundlagen fick ryskan i december 2001 officiell status). I oktober hölls val, där Akajev som ende kandidat valdes till president då han ska ha fått 95 procent av rösterna.
Hösten 1999 tog islamiströrelsen Uzbekistans islamiska rörelse (IMU) kontroll över en del av provinsen Osj nära gränsen till Uzbekistan. De tog gisslan och krävde ett frigivande av fångar i Uzbekistan. Våldsamma strider utbröt mellan IMU och den kirgiziska armén och flera personer dödades. Kirgizistan höll ett krismöte med grannländerna och gemensamma militärövningar inleddes. Stridigheter fortsatte något år innan Bisjkek återtog kontrollen. Ett år senare blossade nya och hårdare strider upp mellan armén och islamister, denna gång från Afghanistan via Tadzjikistan. De officiella siffrorna talade om 120 döda rebeller, 34 soldater och två islamister som dömdes till döden för delaktighet i dåden. 2002 inträffade en rad sprängattentat, främst i städerna Bisjkek och Osj, som IMU ansågs ligga bakom.
Under 1990-talet drevs en relativt socialliberal politik i landet, med öppenhet för medier och sociala reformer. Europa och USA var mycket aktiva med utbildning, rådgivning och utvecklingshjälp. 2001 etablerade USA en militär flygbas i landet, den första på postsovjetisk mark. Strax därpå satte Ryssland upp en egen bara några kilometer bort. 
Efter att fem människor som i mars 2002 protesterade i det sydliga distriktet Aksy mot arresteringen av en oppositionspolitiker sköts till döds av polisen, vilket utlöste protester i hela landet, satte president Akajev igång en process med grundlagsreformer som inledningsvis inkluderade deltagandet av en bred, sammansatt grupp av statsmakt, civila och sociala representanter i en öppen dialog. Detta ledde till en folkomröstning i februari 2003 som dock saboterades av oegentligheter. Grundlagstilläggen som godkändes av folkomröstningen resulterade i starkare presidentmakt och ett betydligt svagare parlament och grundlagsdomstol.
Efter att OSSE förklarat att parlamentsvalet 2005, som hölls 27 februari och 13 mars för det nya enkammarparlamentet, inte uppfyllt kraven för att kallas fritt och demokratiskt inleddes en folklig resning mot regimen, kallad Tulpanrevolutionen. Sporadiska protester som först bröt ut i de sydliga provinserna mot det som uppfattades som manipulation och valfusk ledde till utbredda krav att presidenten och hans regim i Bisjkek skulle avgå; den 24 mars samlades 15 000 oppositionella demonstranter. Polisen rapporterade om skador och utbredd plundring. Demonstranterna intog presidentens administrationsbyggnad varpå premiärminister Nikolaj Tanajev avgick och president Akajev flydde landet, först till grannlandet Kazakstan och sedan vidare till Moskva i Ryssland, där han fick politisk asyl. Samma dag annullerades valet och den oppositionelle ledaren Isjenbaj Kadyrbekov tog makten som interimspresident för en kort tid innan överhuset i det kirgiziska parlamentet den 25 mars valde en annan oppositionell ledare, Kurmanbek Bakijev, till president och premiärminister. Akajev avfärdade till en början händelserna som en kupp, men lämnade den 3 april in sin avskedsansökan till den kirgiziska ambassaden i Moskva och avgick från ämbetet den 4 april till förmån för Kurmanbek Bakijev.

#### President Bakijev
Efter Tulpanrevolutionen bibehölls tvåkammarparlamentet med samma ledamöter som innan parlamentsvalet 2005, och den nya regeringen var i färd med att utveckla ett nytt styrelsesätt för landet. Den 10 juli 2005 vann den sittande presidenten Bakijev presidentvalet med överväldigande majoritet, 88,9 % av rösterna, och insvors den 14 augusti i Bisjkek, men efter hand sjönk det inledande allmänna stödet till den nya administrationen som ett resultat av dess oförmåga eller ovilja att lösa korruptionsproblemen som plågat landet seden oavhängigheten från Sovjetunionen, tillsammans med morden på tre parlamentariker.
Den 2 november 2006 inleddes omfattande protester från oppositionen mot Bakijevs regering, vilken kritiserades för att inte ha stävat korruptionen och den ökande brottsligheten, samt att den konstitutionella reform som utlovats då Bakijev valdes i juli 2005 uteblivit. Den 7 november utbröt våldsamma sammandrabbningar mellan polis och demonstranter i Bisjkek. Parlamentet godtog den 8 november en ny konstitution, som godkändes av presidenten dagen därpå. Den nya grundlagen överförde makt från presidenten till parlamentet.
Den 19 december avgick premiärministern Feliks Kulov från sin post, men återinsattes omedelbart av presidenten som tillförordnad premiärminister; då landets parlament den 26 januari avslagit president Bakijevs omnominering av Kulov att återigen bli premiärminister ersattes denne på posten av den tidigare jordbruksministern Azim Isabekov den 29 januari.
21 oktober 2007 antogs en ny konstitution som kallats auktoritär och fått skarp kritik från EU. Den 24 oktober 2007 mördades den ledande kritiske journalisten Alisjer Sajpov. 16 december 2007 hölls parlamentsval som av lokala och internationella observatörer dömdes ut som förfalskade. Det nya, presidenttrogna partiet Ak-Dzjol ("Den lysande vägen") segrade stort, även om också socialdemokraterna SDPK och kommunister kom in i den lagstiftande församlingen. 
Under 2008 tilltog övergrepp mot oppositionspolitiker, fria medier, icke-statliga organisationer och i några uppmärksammade incidenter dussintals vanliga medborgare. I oktober 2008 hindrade myndigheterna i staden Nookat, nära Osj, Ramadanfestligheter, vilket ledde till upplopp och hundratals gripna. 31 personer dömdes till långa fängelsestraff, och oberoende rapporter konstaterade utbredd tortyr och korruption under processerna, som ansågs syfta till att kuva frihetliga tendenser hos befolkningen.
I mars 2009 mördades chefen för presidentadministrationen. I april utbröt etniska spänningar i byn Petrovka nära huvudstaden, efter att polisen låtit en man misstänkt för våldtäkt mot en minderårig gå fri. Tre oppositionella politiker och samhällsaktiva som lär ha rest dit för att medla greps av säkerhetstjänsten och fängslades. Även här finns vittnesmål om misshandel och utpressning. Samma månad misshandlades journalisten Almaz Tasjijev till döds i en by utanför Osj. Flera politiker och journalister flydde landet.
Den 23 juli hölls presidentval och Kurmanbek Bakijev segrade igen under omfattande rapporter om valfusk. I april 2010 genomfördes en statskupp och oppositionsledaren Roza Otunbajeva utropade sig till president. I juni samma år utbröt etniska oroligheter där över 100 000 uzbeker flydde till grannlandet Uzbekistan.
Om Kirgizistans närmande till Ryska federationen (under 2014), se rubriken "Politik".

#### Kirgizistan sedan 2010
Kirgizistan har utvecklats i viss demokratisk riktning sedan landet fick en ny författning och höll sitt första demokratiska val 2010. Kirgizistan styrdes därefter länge av koalitioner mellan mestadels reformvänliga partier. Men när resultatet av ett kritiserat parlamentsval hösten 2020 ogiltigförklarades ledde det till politiskt kaos som populisten Sadyr Zjaparov, Kirgizistans president sedan 2021, gick segrande ur. Hans företrädare Sooronbaj Zjeenbekov var den tredje kirgiziska presidenten som fått hoppa av till följd av demonstrationer under de senaste 15 åren.
I maj 2021 ändrades Kirgizistans författning så att presidentstyre återinfördes efter att landet varit en parlamentarisk demokrati sedan 2010. Därmed fick presidenten ökade befogenheter på parlamentets bekostnad.

## Geografi

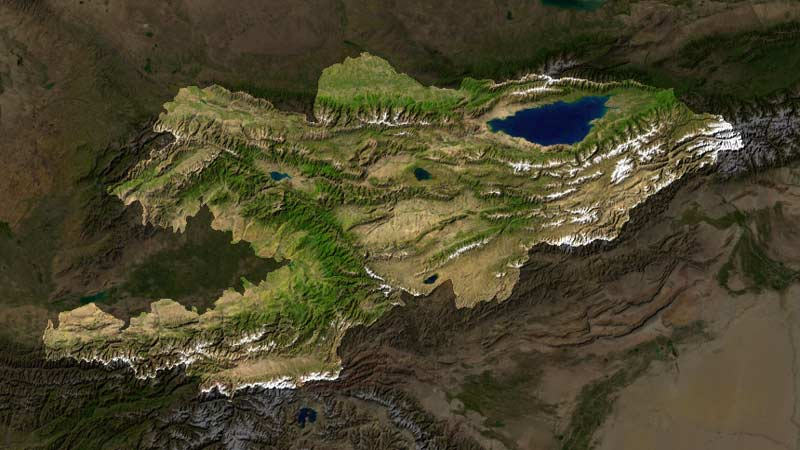
Satellitfoto över Kirgizistan.
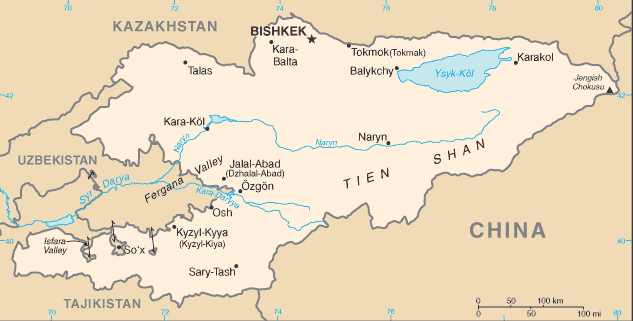
Engelskspråkig karta över Kirgizistan.
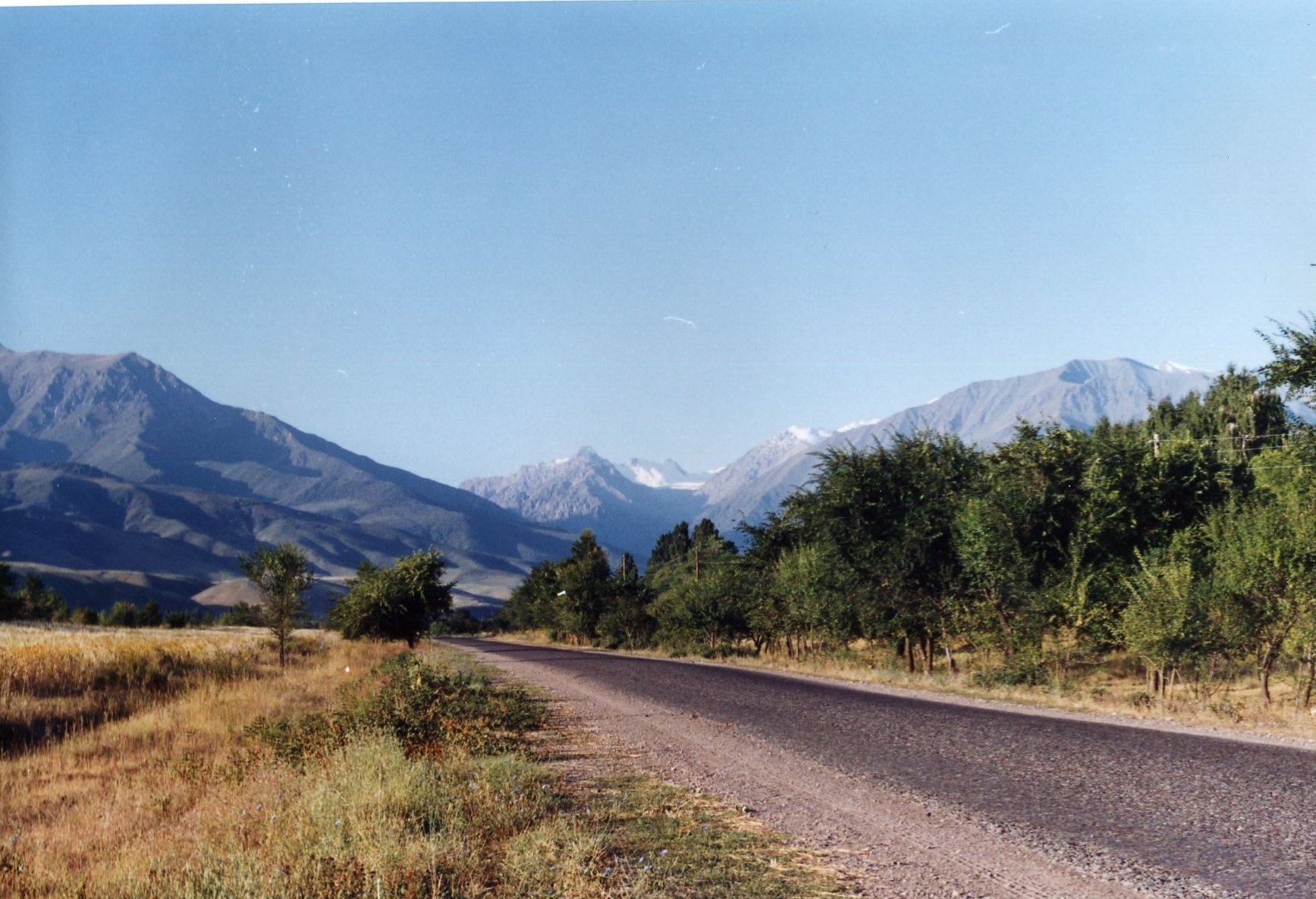
Landsväg nära Bisjkek.

Kirgizistan är ett mycket bergigt land i det inre av Centralasien, gränsande till Kazakstan i norr, Kina i öst, Uzbekistan i väst och Tadzjikistan i syd och väst, beläget på nordsidan av den stora bergskedjan Tian Shan, vars utlöpare täcker större delen av landets yta, undantaget dalar och bäcken samt en liten del av det kazakiska låglandet i norr. 
Byn Barak med 627 invånare är en kirgizisk enklav i Ferganadalen omgiven av uzbekiskt territorium, belägen mellan städerna Margilan och Fergana. Det finns fyra uzbekiska exklaver i Kirgizistan. Två av dem är städerna Soch och Sjachrimardan (även känt som Sjakirmardon eller Shah-i-Mardan). De två andra är de små territorierna Tjüj-Kara (eller Kalatja) och Dzjangajl. Tjüj-Kara ligger vid Sochfloden mellan den uzbekiske gränsen och Sochenklaven. Det finns också två enklaver som tillhör Tadzjikistan. Voruch som ligger 45 km söder om Isfara på den högra stranden av Karafsjinfloden. Den andra är en liten bosättning nära den kirgiziska järnvägsstationen Kajragatj.[källa behövs]

### Topografi och hydrografi
Kirgizistan är ett bergigt land där en stor del, ungefär tre fjärdedelar, av landets yta är täckt av berg. Mer än hälften av landet ligger på höjder mellan 1000 och 3000 meter över havet, och omkring en tredjedel av ytan finns mellan 3000 och 4000 meter över havet. Den högsta toppen i landet är Pik Pobedy, som når 7439 meter över havet.

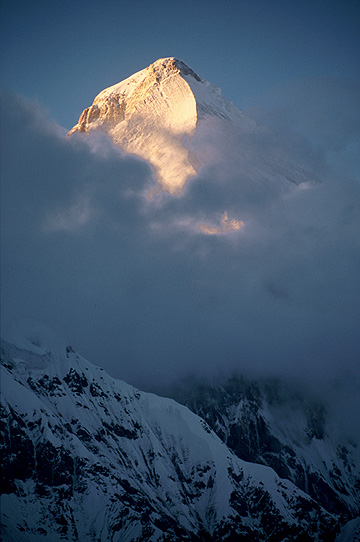
Bergstoppen Khan Tengri i Tian Shan.

Två stora bergskedjor, Tian Shan och Pamir, delar upp Kirgizistan i en nordlig och en sydlig del. Gränsen mellan dessa regioner har både geografisk och kulturell betydelse. I norr ligger huvudstaden Bisjkek samt provinserna Tsjuj, Talas, Naryn och Issyk-Kul. I söder finns Osj, landets näst största stad, och provinserna Osj, Jalalabad och Batken. Förbindelsen mellan norr och söder sker via huvudvägen Bisjkek-Osj, som passerar det höga Too-Ashuu-passet på 3125 meters höjd, samt genom flygförbindelser.
I Tsjuj-distriktet, kring huvudstaden Bisjkek, finns också slättområden. Den södra delen av Kirgizistan är en del av den bördiga Ferghanadalen, där klimatet och jordarna gynnar jordbruket. I nordost ligger Issyk-Kulsjön, världens tionde största insjö och den näst största bergsinsjön, samt den näst största saltsjön. Andra stora sjöar i denna del av landet inkluderar Song-Kul och Chatyr-Kul. Fiske har traditionellt varit vanligt vid Issyk-Kul och i floderna, men överfiske har lett till minskade fiskbestånd. De största floderna i Kirgizistan är Naryn (616 kilometer), som rinner in i Ferghanadalen och blir en del av Syr Darya, samt Talas (294 kilometer), Tsjuj (221 kilometer) och andra mindre floder. I Ferghanadalen finns också flera enklaver som tillhör Uzbekistan och Tadzjikistan.

### Klimat
Kirgizistans klimat och vegetationszoner förändras beroende på höjden. Förutom i de låglänta perifera områdena är vintrarna kalla med mycket snö, medan somrarna är varma och torra, förutom i de högre bergstrakterna. I dalarna är medeltemperaturen i juli 28 °C och i januari sjunker den till −18 °C. Den högsta uppmätta temperaturen är 44 °C i området kring Bisjkek, och den lägsta är −54 °C i Ak-sai. Nederbörden varierar mellan 500 och 1000 millimeter i bergen, men i skyddade dalar kan den vara så låg som 250 millimeter. Bisjkek, huvudstaden, har mellan 220 och 240 soldagar per år.

## Styre och politik

### Författning och styre
Enligt konstitutionen från 1993 var Kirgizistan en demokratisk republik med ett tvåkammarparlament med ett överhus med 70 ledamöter och ett underhus med 35 ledamöter, båda på 5 år. Överhuset avskaffades vid folkomröstning om nya grundlagen i 2007 och då ökades antal ledamöter i underhuset till 90. I 2010 hölls en ny folkomröstning då 90,55 % sade ja till nya grundlagen: enligt den ska parlamentet ha en kammare och 120 ledamöter. Folkomröstningen gjorde Kirgizistan den första parlamentariska demokratin i Centralasien där presidentens roll är ceremoniell.
Den exekutiva makten hålls enligt sagda konstitution av en president, vald på 5 år, och en regering under en premiärminister, som utses av presidenten på rekommendation av parlamentet. Den dömande makten består av en högsta domstol (utsedd på 10 år av parlamentet på rekommendation av presidenten), en konstitutionsdomstol, lokala domstolar och en statsadvokat.

### Administrativ indelning
Kirgizistan är indelat sju provinser (singular: oblasty; plural: oblastlar). Huvudstaden Bisjkek utgör ett särskilt stadsdistrikt (sjaar) och även den näst största staden Osj har särskild stadsstatus.
Provinserna, med administrativa centrum, är som följer:
| Nr | Provins     | Administrativt centrum | Areal i km² | Invånare  | Invånare per km² |
| -- | ----------- | ---------------------- | ----------- | --------- | ---------------- |
| 1  | Bisjkek     |                        | 127         | 762 308   | 6002,4           |
| 2  | Batken      | Batken                 | 17 000      | 382 426   | 22,5             |
| 3  | Tjüi        | Tokmok                 | 20 200      | 770 811   | 38,2             |
| 4  | Jalal-Abad  | Jalal-Abad             | 33 700      | 869 259   | 25,8             |
| 5  | Naryn       | Naryn                  | 45 200      | 249 115   | 5,5              |
| 6  | Osj         | Osj                    | 29 200      | 1 175 998 | 40,3             |
| 7  | Talas       | Talas                  | 11 400      | 199 872   | 17,5             |
| 8  | Ysyk-Köl    | Karakol                | 43 100      | 413 149   | 9,6              |
|    | Kirgizistan | Bisjkek                | 199 900     | 4 822 938 | 24,1             |

(Siffrorna är hämtade från folkräkningen 24 mars 1999.)
Varje provins består av ett antal distrikt (rajon) som administreras av regeringsutnämnda tjänstemän (akim). Bondesamhällen (ayıl ökmötü) som består av upp till 20 små bosättningar har sina egenvalda borgmästare och råd.

### Politik
Presidenten Askar Akajev försökte i början av 2003 genomdriva en ändring i grundlagen som gav presidenten betydligt större makt på bekostnad av parlamentet, som skulle ombildas till ett enkammarparlament med 75 ledamöter. Valet till det nya parlamentet hölls den 27 februari och 13 mars 2005, men sågs som felaktiga och i de efterföljande protesterna, kända som Tulpanrevolutionen, tvingades presidenten avgå den 25 mars (se även under avsnittet historia ovan). Efter Tulpanrevolutionen bibehölls tvåkammarparlamentet med samma ledamöter som innan parlamentsvalet 2005; den nya regeringen är i färd med att utveckla ett nytt styrelsesätt för landet, och konstitutionen är för närvarande under omarbetning.
Den 8 november 2006 godtog parlamentet en ny konstitution (den godkändes av presidenten dagen därpå) som etablerade ett enkammarparlament med 95 ledamöter där majoriteten i parlamentet utser premiärminister.
I slutet av oktober 2007 upplöste presidenten parlamentet och utlyste nyval. I detta parlamentsval, som genomfördes söndagen den 17 december, deltog tolv politiska partier. Landets valkommission meddelade att 71,3 procent av landets 2,7 röstberättigade deltog i valet, gott och väl över de 50 procent som krävs för att valresultatet ska vara giltigt. När 70 procent av rösterna räknats leder partiet Ak Zjol med 46,6 procent, det socialistiska oppositionspartiet Ata Meken hade då 9,7 procent och Socialdemokraterna hade 4,7 procent. Inget annat parti låg över tre procent.
Innehållsmässigt handlar politiken sedan 2005 mycket om privatiseringar i energisektorn, gränser mot grannländerna, förhållandet till utländska investerare, till exempel i guldgruvorna i landets norra delar. 

### Internationella relationer
Utländska makter förfogar över militärbaser i landet. Förutom den gamla ryska även en amerikansk bas som öppnades med anledning av kriget i Afghanistan. Den sistnämnda stängdes dock juni 2014, efter att man inte kommit överens om villkoren för en förlängning av hyresavtalet.
Kirgizistan har senare under 2014 accepterat medlemskap i Eurasiska ekonomiska unionen, från bildandet 2015; Ryssland har under 2014 köpt upp Kirgizistans största gasbolag (och sålunda tagit kontroll över landets gasförsörjning) och samtidigt efterskänkt landets skuld till Ryssland på 500 miljoner dollar. USA har under sommaren lämnat flygbasen i Manas öster om huvudstaden Bisjkek, och landets lagar skrivs löpande om enligt förebild från Ryska federationen.

## Ekonomi och infrastruktur
Kirgizistans brist på naturresurser och begränsade industriella utveckling har bidragit till att göra landet till en av de fattigaste medlemmarna i Oberoende staters samvälde (OSS). Det ekonomiska landskapet är starkt präglat av etniska skillnader. Ungefär 75 procent av jordbrukarna är kirgizer, medan andra etniska grupper dominerar inom industrin och andra icke-jordbruksrelaterade yrken. Boskapsskötsel har historiskt sett varit en central del av Kirgizistans ekonomi och är fortfarande en betydande näringsgren. I samband med den politiska frigörelsen har landet påbörjat ett privatiseringsprogram av den statliga sektorn, vilket syftar till att främja en mer marknadsdriven ekonomi.
Den ryska finanskrisen 1998 påverkade Kirgizistan hårt, men i början av 2000-talet upplevde landet en viss ekonomisk återhämtning tack vare exploatering av nya guldfyndigheter. Denna förbättring visade sig dock vara kortvarig, och i slutet av 2000-talet hamnade landet åter i ekonomiska svårigheter.

### Näringsliv

#### Jordbruk

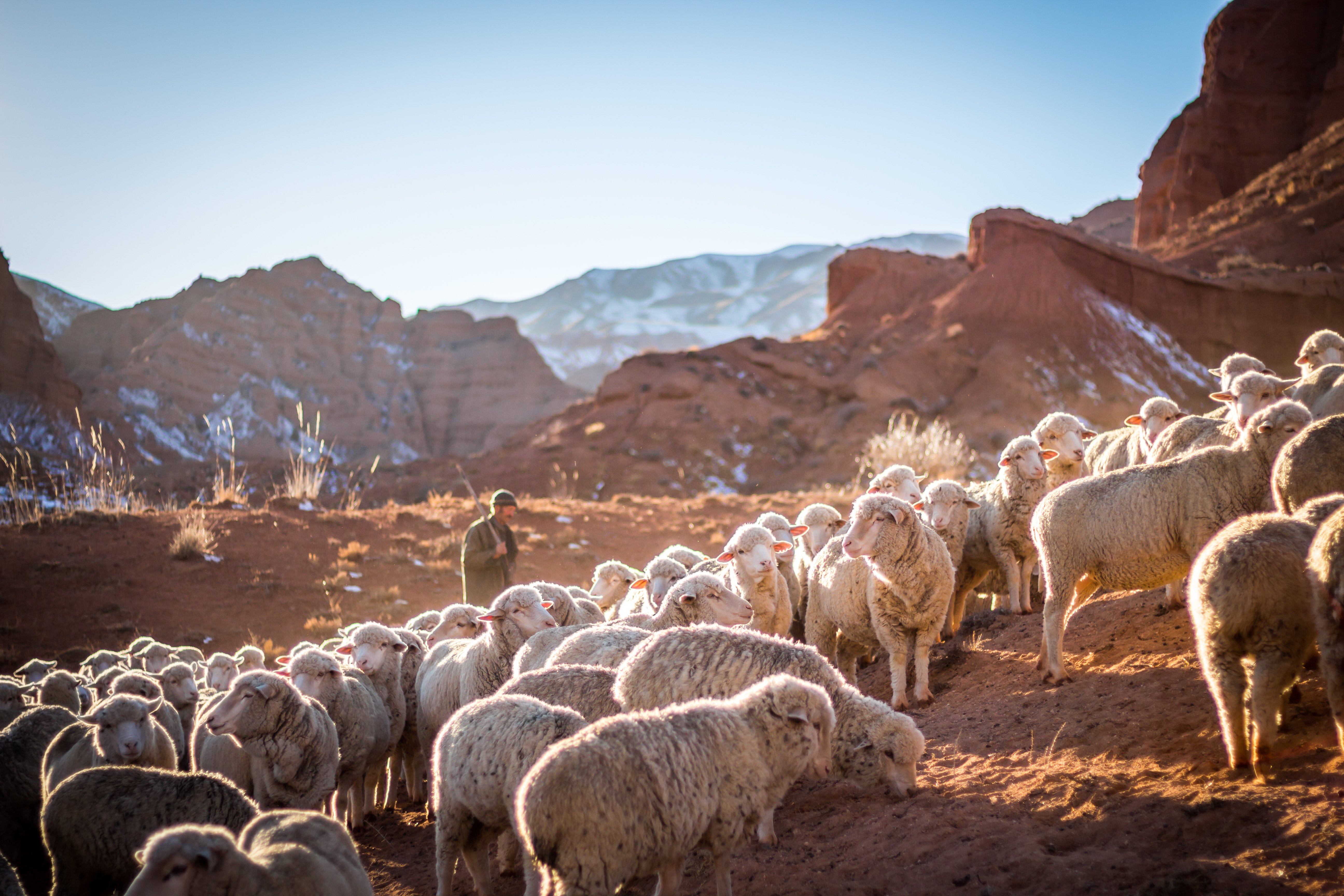
Fårhjord i Tjüi-provinsen.

Jordbruket är den viktigaste näringen i Kirgizistan, med boskapsskötsel som den dominerande verksamheten. Stora antal nötkreatur, får och getter hålls, och ullproduktion spelar en betydande roll. Dessutom förekommer uppfödning av ridhästar och kameler. Endast cirka sju procent av landets yta är uppodlad, medan ungefär 45 procent används som betesmark. Hälften av den odlade marken finns i floddalar där konstbevattning är möjlig. De huvudsakliga grödorna är vete och majs, men även grönsaker, tobak och bomull odlas.
Under 1990-talet påbörjades en jordreform med målet att privatisera mark från kooperativa jordbruk. Reformen har dock mött stora utmaningar, särskilt i fråga om den traditionella äganderätten till betesmarkerna.

#### Energi och råvaror
Vattenkraft står för ungefär hälften av landets elförsörjning, och en del av den producerade elen exporteras.
Kirgizistan har begränsad tillgång till brytbara råvaror, men landet är en viktig producent av guld, antimon och kvicksilver. Guldproduktionen spelar en avgörande roll i ekonomin. Sedan den första guldgruvan öppnades 1997 har guldet blivit en dominerande del av exporten och en nyckelfaktor för landets industriella utveckling. Utvinning av kol, olja och naturgas sker i mindre omfattning.

#### Industri
Efter andra världskriget har bearbetningsindustrier, såsom kol-, textil-, konfektions- och livsmedelsindustrier, fått en allt större roll i Kirgizistan. Verkstadsindustrin är däremot relativt liten och ofta föråldrad, med undantag för guldindustrin. Ett framträdande exempel är den kanadensiskägda Kumtorgruvan, som bidrar med ungefär 10 procent av landets BNP. Industrin är främst lokaliserad till de större städerna Bisjkek och Osj.

### Handel
År 2008 var Schweiz, Ryssland och Kazakstan de största exportmarknaderna för Kirgizistan. Landets främsta exportprodukter inkluderade bomull, ull, kött, metaller och mineraler. När det gäller import kom de största handelspartnerna från Ryssland, Kazakstan, Kina och USA. De viktigaste importerade varorna var olja, gas, mineraler, maskiner, elektronisk utrustning, kemikalier och livsmedel.

### Infrastruktur

#### Transporter
Kirgizistans bergiga terräng skapar stora utmaningar för transportinfrastrukturen. Vägnätet, som omfattar 18 500 km, är gles utanför de mest befolkade områdena. Landets järnvägar bildar inget sammanhängande system utan består främst av korta förgreningar som sträcker sig in från grannländerna.

#### Utbildning
I Kirgizistan finns både statliga och privata förskolor. För barn i nomadiska boskapsskötarfamiljer har särskilda så kallade jurtaförskolor etablerats, vilka följer med familjerna till deras sommarbeten. Skolplikten i landet sträcker sig över nio år, och barn börjar skolan vid sju års ålder. Grundskolan består av fyra år, medan högre nivåer är uppdelade i två och fyra år. Nästan alla barn genomgår grundskolan, där undervisningen huvudsakligen sker på kirgiziska. Dock föredrar många föräldrar att, när det är möjligt, placera sina barn i ryskspråkiga klasser. Skolor med undervisning på minoritetsspråk som uzbekiska, tadzjikiska och tyska finns också, men kirgiziska och ryska är obligatoriska ämnen.
Utbildningen är avgiftsfri, men kvaliteten varierar. Minskade budgetar har lett till lägre lärarlöner och bristande underhåll av skolbyggnader. Föräldrar med ekonomiska resurser väljer därför ofta privata skolor. Det finns också religiösa utbildningsinstitutioner.
Efter självständigheten har flera universitet och högskolor grundats, många i samarbete med utländska organisationer. År 2005 fanns det 49 högre utbildningsinstitutioner i landet. Många studenter från Kirgizistan studerar utomlands, särskilt i grannländer, Turkiet och USA. På högre nivåer är ryska fortfarande det vanligaste undervisningsspråket, men engelska används alltmer på vissa universitet. Läskunnigheten är hög, med endast 1,3 % av befolkningen klassade som analfabeter år 2004, och den generella utbildningsnivån anses vara god.

## Befolkning

### Demografi

Befolkningsutveckling i Kirgizistan åren 1960-2017.

Folkräkningar har hållits vid tre tillfällen åren 1991–2022.
- 1999[19] – invånarantalet uppgick till 4,8 miljoner[20]
- 2009[21] – invånarantalet uppgick till 5,2 miljoner[20]
- 2022[22] – invånarantalet uppgick till 6 803 300 personer.[23]

#### Urbanisering
Kirgizistan är ett glest befolkat land där befolkningen är ojämnt fördelad. Mer än 50 % av landets invånare bor i eller runt de två städerna Bisjkek och Osj samt deras omgivande distrikt, som tillsammans utgör cirka 12 % av landets yta. De flesta invånare bor dock på landsbygden. Den största befolkningstätheten finns i norr, särskilt i och omkring Bisjkek, följt av Osj i väster.  och de östra och sydöstra delarna, där Tien Shan-bergen ligger, är de minst tätbefolkade.

#### Minoriteter
Bland de största etniska grupperna märks kirgizerna, en turkisk folkgrupp med mongoliskt och kinesiskt inflytande. Kirgizerna utgör 69,5 % av befolkningen och har historiskt sett varit halvnomadiska herdar levande i jurtor och håller får, hästar och jakar. Dessa nomadiska traditioner existerar fortfarande, och friheten det medför påverkar den politiska stämningen i landet. Det antas vanligtvis att det finns 40 kirgiziska stammar, vilket symboliseras med de 40 strålarna från den gula solen i centrum i Kirgizistans flagga (linjerna i solen skall representera en jurta). Andra etniska grupper är uzbeker (14,5 %) i syd och ryssar (9 %) koncentrerade i norr. Mindre minoriteter är uigurer (1,1 %), tadzjiker (1,1 %), kazaker (0,7 %), dunganer (1,2 %) och turkar (0,9 %), därtill små koreanska (0,3 %), ukrainska (0,5 %), tatariska, meschetiska, kalmuckiska och tyska befolkningar.

### Språk
Bland språken är kirgiziska det största med ungefär 2,3 miljoner talare (enligt annan uppskattning ungefär 57 %). Även ryskan är ett stort språk. Därutöver talas uzbekiska, uiguriska, ukrainska, tatariska och tyska. En regeringskampanj genomfördes efter sovjettiden fram till 1997 för att göra kirgiziskan till det enda officiella språket att användas i alla administrativa, och även kommersiella, sammanhang. Ryskan fick dock officiell status i vissa områden genom en grundlagsändring 1998.

### Religion
Kirgizistan är en sekulär stat med religionsfrihet garanterad i författningen. Islam har varit en viktig del av den kirgiziska identiteten, men var starkt begränsad under sovjettiden. Efter självständigheten har religionen fått en större roll, och år 2007 fanns över 1 600 moskéer. Islam är mest utbrett i landets södra delar, särskilt runt Osj, där sunnism dominerar. Radikala islamiska grupper är aktiva i söder och har anklagats för terroristdåd.
Kristna, främst ryskortodoxa, utgör cirka 20% av befolkningen, och det finns också mindre grupper av adventister, katoliker och andra. Judar och buddhister är en minoritet.

### Hälsa
Kirgizistans bergiga geografi, utbredd rökning och hög användning av biobränslen inomhus bidrar till stora problem och en hög dödlighet i lungsjukdomar. En av tio invånare behandlas för kroniskt obstruktiv lungsjukdom (KOL)..
Under åren 2001-2010 hade landet en dödlighet i KOL som var långt högre än många jämförbara länder.

## Kultur

### Massmedier
Cirka en tredjedel av TV-kanalerna och tidningarna i Kirgizistan kontrolleras av staten. Många av de privata TV-kanalerna ägs av personer med nära band till den politiska eliten.
Bland de nationella tidningarna finns Agym (tidigare Asaba), som ges ut på kirgiziska, och Vetjernij Bisjkek, en kvällstidning på ryska. Regeringens tidning, Kirgiz Tuusu (på ryska Slovo Kyrgyzstana), publiceras på både kirgiziska och ryska. Både statliga och privata medier är ofta inriktade på propaganda, och domstolarna dömer i fall av ärekränkning på olika sätt beroende på vilken medieaktör som är inblandad.
Radio började sända 1931 och TV sände för första gången 1958. Förutom den statliga nyhetsbyrån Kabar, som grundades 1936 som Kirtag, är AKI-press den största privata nyhetsbyrån. Cirka 5 procent av befolkningen använder internet regelbundet. Under parlamentsvalet 2005 och en intensiv politisk debatt i början av 2009 drabbades flera mediers webbplatser av attacker, vilket gjorde att allmänheten inte kunde få tillgång till information via nätet.

### Konstarter

#### Musik
Musik har en viktig plats i Kirgizistan, där den är nära kopplad till nomadliv och muntlig tradition. Sångerna är ofta enstämmiga och består av upprepade diatoniska fraser med varierande rytmiska mönster. Genrerna är relaterade till jordbruk, boskapsskötsel, fest och familjeliv. En särskild genre är manas, ett episkt berättande som framförs av kringvandrande sagoberättare.
Instrumentalmusiken (kju) utförs på komuz, ett tresträngat instrument, och fokuserar på rytm och variation snarare än melodi. Andra traditionella instrument inkluderar kyjak, temir-komuz och tjoor. En del instrument används vid shamanistiska ceremonier. Från ryska influenser etablerades en folkinstrumentorkester 1936 och västerländsk konstmusik började införas.
Kirgizistan har också en rik tradition av klassisk musik, med tonsättare som Vladimir Vlasov och Abdylas Maldybajev. Populära artister inkluderar sångerskan Salamat Sadikova, medan få kirgiziska musiker har blivit kända internationellt inom rock eller hiphop.

## Internationella rankningar
| Organisation                                | Undersökning                   | Rankning   |
| ------------------------------------------- | ------------------------------ | ---------- |
| Heritage Foundation/The Wall Street Journal | Index of Economic Freedom 2019 | 79 av 180  |
| Reportrar utan gränser                      | Pressfrihetsindex 2019         | 83 av 180  |
| Transparency International                  | Korruptionsindex 2018          | 132 av 180 |
| FN:s utvecklingsprogram                     | Human Development Index 2018   | 122 av 189 |